# 美弥るりか
美弥 るりか（みや るりか、1984年9月12日 - ）は、日本の女優・歌手。元宝塚歌劇団月組2番手スター。
茨城県古河市、桜丘女子高等学校出身。身長168cm。血液型O型。本名は藤井麻衣。愛称は「るりか」、「るり」、「みやちゃん」。

## 来歴
2001年、宝塚音楽学校入学。
2003年、宝塚歌劇団に89期生として入団。入団時の成績は4番。月組公演「花の宝塚風土記／シニョール ドン・ファン」で初舞台。その後、星組に配属。
2010年の「ハプスブルクの宝剣」で新人公演初主演。新人公演最終学年となる入団7年目のラストチャンスでの抜擢となった。
2012年4月1日付で月組へと組替え。
2014年の「THE KINGDOM」（日本青年館・ドラマシティ公演）で、凪七瑠海と東上公演ダブル主演。
2016年、珠城りょうの月組トップスター就任に伴い、新生月組の2番手に昇格。
2017年の「瑠璃色の刻」（ドラマシティ・TBS赤坂ACTシアター公演）で、東上公演単独初主演。
2019年の「Anna Karenina」でバウホール公演初主演。自身が星組時代に出演した作品の再演で、主役ヴィロンスキーを演じる。同年6月9日、珠城りょう・美園さくらトップコンビ大劇場お披露目となる「夢現無双／クルンテープ」東京公演千秋楽をもって、宝塚歌劇団を退団。退団公演では2番手としては異例となるサヨナラショーが行われた。
退団後は独自の個性を生かし、舞台・ファッション・ビューティーなど様々なフィールドで活動している。

## 人物
幼少期は神奈川県藤沢市で過ごし、3歳の時に父親の出身地である茨城県古河市に引っ越す。
4歳からピアノを習い始めるが、じっとしていることが苦手だった。活発で落ち着きがなかったので、母から身体を動かす習い事を勧められ、6歳からジャズダンスを習い始める。学校では学級委員や生徒会の役員を進んでやったり、教師に頼んでラクロス部を発足させるなど積極的な子供だった。
小学3年生の時に、TVで放送されていた月組公演「川霧の橋／ル・ポアゾン 愛の媚薬」を観て、ショーの涼風真世の妖艶さに魅了され、宝塚の男役になりたいと思うようになった。初めて観劇したのは月組公演「PUCK／メモリーズ・オブ・ユー」で、涼風のファンとなり、東京宝塚劇場で観劇する際は楽屋の入り出待ちをしていた。
小学4年生から、宝塚を目指すためにクラシックバレエを習い始める。6年生から群馬にあるバレエ教室に通い始め、バレエに熱中する。中学1年生の時に初めて出場したバレエのコンクールで「ドン・キホーテ」のキトリを踊り入賞した。夏休みに短期でフランスにバレエ留学したことがある。
都内の高校に進学し、1年生の時に、バレエに熱中して以来しばらく遠ざかっていた宝塚の雪組公演「再会／ノバ・ボサ・ノバ」を1000days劇場で観劇し、改めて宝塚に入りたいと思うようになる。それまで通っていた群馬のバレエ教室を辞め、宝塚受験スクールに通い始める。
高校1年生の終わりに音楽学校を受験した。自分では不合格だと思っていたので、合格発表の時はテレビカメラに映らないように顔をマスクで隠し、周囲のほとぼりが冷めた頃に結果を見に行ったところ、合格していた。

## 宝塚歌劇団時代の主な舞台

### 初舞台
- 2003年4 - 5月、月組『花の宝塚風土記（ふどき）』『シニョール ドン・ファン』（宝塚大劇場のみ）

### 星組時代
- 2003年7 - 11月、『王家に捧ぐ歌』
- 2004年2 - 6月、『1914／愛』『タカラヅカ絢爛』
- 2004年10 - 12月、『花舞う長安』『ロマンチカ宝塚'04』
- 2005年3月、『それでも船は行く』（バウホール）
- 2005年5 - 8月、『長崎しぐれ坂』 - 新人公演：石浜（本役：綺華れい）『ソウル・オブ・シバ!!』
- 2005年9 - 10月、『龍星（りゅうせい）-闇を裂き天（あま）翔けよ。朕（ちん）は、皇帝なり-』（ドラマシティ・日本青年館）
- 2006年1 - 4月、『ベルサイユのばら-フェルゼンとマリー・アントワネット編-』 - 新人公演：アラン（本役：柚希礼音／綺華れい）
- 2006年5月、『Young Bloods!!-Twinkle Twinkle Star-』（バウホール） - ルーカ
- 2006年8 - 11月、『愛するには短すぎる』 - 新人公演：ビリー（本役：綺華れい）『ネオ・ダンディズム!』
- 2006年12 - 2007年1月、『ヘイズ・コード』（ドラマシティ・日本青年館） - キッド・ディボス
- 2007年3 - 7月、『さくら』『シークレット・ハンター』 - 新人公演：クリス（本役：綺華れい）
- 2007年8月、『シークレット・ハンター』『ネオ・ダンディズム!II』（博多座）
- 2007年11 - 2008年2月、『エル・アルコン-鷹-』 - 副官、新人公演：マスターズ（本役：彩海早矢）『レビュー・オルキス-蘭の星-』
- 2008年4 - 5月、『ANNA KARENINA（アンナ・カレーニナ）』（バウホール） - アレクセイ・カレーニン
- 2008年6 - 10月、『THE SCARLET PIMPERNEL（スカーレット ピンパーネル）』 - 新人公演：アントニー・デュハースト（本役：立樹遥）
- 2008年11月、『ブエノスアイレスの風』（日本青年館・バウホール） - ブローカー
- 2009年2 - 4月、『My dear New Orleans（マイ ディア ニュー オリンズ）』 - ピート、新人公演：レオナード・デュアン（レニー）（本役：柚希礼音）『ア ビヤント』
- 2009年6 - 9月、『太王四神記 Ver.II』 - スジニ、新人公演：カクダン（本役：蒼乃夕妃）
- 2009年10 - 11月、『コインブラ物語』（ドラマシティ・日本青年館） - フェルナンド
- 2010年1 - 3月、『ハプスブルクの宝剣』 - アムシェル・モシェ、新人公演：エリヤーフー・ロートシルト／エドゥアルト・フォン・オーソヴィル（本役：柚希礼音）『BOLERO』 新人公演初主演[6][5]
- 2010年5月、『リラの壁の囚人たち』（バウホール・日本青年館） - ギュンター・ハイマン
- 2010年8月、『摩天楼狂詩曲（ニューヨークラプソディー）〜君に歌う愛〜』（バウホール） - アイス・クレマン[注釈 1]／エディー・スタンレー[注釈 1]
- 2010年10 - 12月、『宝塚花の踊り絵巻』『愛と青春の旅だち』 - イーサン
- 2011年1 - 2月、『メイちゃんの執事』（バウホール・日本青年館） - 柴田剣人
- 2011年4 - 7月、『ノバ・ボサ・ノバ』 - ボールソ『めぐり会いは再び』 - アジス・ル・カイン
- 2011年8 - 9月、『ノバ・ボサ・ノバ』 - ボールソ[注釈 1]／マール[注釈 1]『めぐり会いは再び』 - アジス・ル・カイン（博多座・中日劇場）[注釈 2]
- 2011年11 - 2012年2月、『オーシャンズ11』 - リビングストン・デル
- 2012年3月、『天使のはしご』（日本青年館・バウホール） - ビングリー

### 月組時代
- 2012年6 - 9月、『ロミオとジュリエット』 - マーキューシオ[3]
- 2012年10 - 11月、『愛するには短すぎる』 - アンソニー・ランドルフ『Heat on Beat!（ヒート オン ビート）』（全国ツアー）
- 2013年1 - 3月、『ベルサイユのばら-オスカルとアンドレ編-』 - ベルナール／ジェローデル[注釈 3]
- 2013年5月、『ME AND MY GIRL』（梅田芸術劇場） - ジェラルド・ボリングボーク[注釈 4]／ジャクリーン・カーストン（ジャッキー）[注釈 4][3]
- 2013年7 - 10月、『ルパン-ARSÈNE LUPIN-』 - ヘアフォール伯爵『Fantastic Energy!』
- 2013年11 - 12月、『JIN-仁-』 - 橘恭太郎『Fantastic Energy!』（全国ツアー）
- 2014年1月、『New Wave!-月-』（バウホール） メインキャスト[14]
- 2014年3 - 6月、『宝塚をどり』『明日への指針 -センチュリー号の航海日誌-』 - ルーカス『TAKARAZUKA 花詩集100!!』 - 花の紳士A／タバコの女／蘭の男A
- 2014年7 - 8月、『THE KINGDOM』（日本青年館・ドラマシティ） - パーシバル・ヘアフォール伯爵 東上W主演[5]
- 2014年9 - 12月、『PUCK（パック）』 - ダニエル・レノックス『CRYSTAL TAKARAZUKA-イメージの結晶-』
- 2015年2 - 3月、『風と共に去りぬ』（中日劇場） - ベル・ワットリング
- 2015年4 - 7月、『1789-バスティーユの恋人たち-』 - シャルル・ド・アルトワ伯爵[3]
- 2015年11 - 2016年2月、『舞音-MANON-』 - もう一人のシャルル・ド・デュラン『GOLDEN JAZZ』
- 2015年9月、『DRAGON NIGHT!!』（ドラマシティ・文京シビックホール）
- 2016年3 - 4月、龍真咲コンサート『Voice』（赤坂ACTシアター・ドラマシティ） - ルリ
- 2016年6 - 9月、『NOBUNAGA〈信長〉-下天の夢-』 - 羽柴秀吉『Forever LOVE!!』
- 2016年10 - 11月、『アーサー王伝説』（文京シビックホール・ドラマシティ） - モーガン
- 2017年1 - 3月、『グランドホテル』 - オットー・クリンゲライン『カルーセル輪舞曲（ロンド）』[3]
- 2017年4 - 5月、『瑠璃色の刻（とき）』（ドラマシティ・TBS赤坂ACTシアター） - シモン／サン・ジェルマン伯爵 東上主演[3][9]
- 2017年7 - 10月、『All for One』 - アラミス
- 2018年2 - 5月、『カンパニー-努力（レッスン）、情熱（パッション）、そして仲間たち（カンパニー）-』 - 高野悠『BADDY（バッディ）-悪党（ヤツ）は月からやって来る-』 - スイートハート
- 2018年6 - 7月、『雨に唄えば』（TBS赤坂ACTシアター） - コズモ・ブラウン[3]
- 2018年8 - 11月、『エリザベート-愛と死の輪舞（ロンド）-』 - フランツ・ヨーゼフ[注釈 5][3]
- 2019年1月、『Anna Karenina（アンナ・カレーニナ）』（バウホール） - アレクセイ・ヴィロンスキー伯爵（アリョーシャ） バウ初主演[3][5]
- 2019年3 - 6月、『夢現無双』 - 佐々木小次郎『クルンテープ 天使の都』 退団公演[1][8]

### 出演イベント
- 2005年12月、『花の道 夢の道 永遠の道』
- 2011年4月、『ノバ・ボサ・ノバ』前夜祭
- 2011年9月、涼紫央ディナーショー『0〜LOVE〜』[15]
- 2011年12月、タカラヅカスペシャル2011『明日に架ける夢』
- 2012年12月、タカラヅカスペシャル2012『ザ・スターズ!〜プレ・プレ・センテニアル〜』
- 2014年4月、宝塚歌劇100周年 夢の祭典『時を奏でるスミレの花たち』
- 2014年12月、タカラヅカスペシャル2014『Thank you for 100 years』
- 2015年12月、タカラヅカスペシャル2015『New Century，Next Dream』
- 2016年1 - 2月、紅ゆずるディナーショー『STELLA ROSSA〜フリーダムに ランダムに〜』[16]
- 2016年12月、タカラヅカスペシャル2016『Music Succession to Next』
- 2017年10月、第54回『宝塚舞踊会』[17]
- 2017年10月、美弥るりかディナーショー『Razzle』 主演[18]
- 2017年12月、タカラヅカスペシャル2017『ジュテーム・レビュー』
- 2018年12月、タカラヅカスペシャル2018『Say! Hey! Show Up!!』
- 2019年4月、美弥るりかディナーショー『Flame of Love』 主演[19]

## 宝塚歌劇団退団後の主な活動

### 舞台
- 2020年7 - 8月、『SHOW-ISMS』（シアタークリエ）[20]
- 2021年2月、『MIYA COLLECTION』（梅田芸術劇場・日本青年館）[21]
- 2021年7 - 8月、『GREAT PRETENDER』（東京建物 Brillia HALL・オリックス劇場） - ローラン・ティエリー[22]
- 2022年1 - 2月、『ヴェラキッカ』（東京建物 Brillia HALL・WWホール） - ノラ・ヴェラキッカ[23]
- 2022年4 - 5月、『The Parlor』（よみうり大手町ホール・兵庫県立芸術文化センター） - 円山朱里[24]
- 2022年7月、『クラウディア』（東京建物 Brillia HALL・森ノ宮ピロティホール） - 織愛[25]
- 2022年11 - 12月、『BERBER RENDEZVOUS』（シアタークリエ）[26]
- 2023年2 - 5月、『キングダム』（帝国劇場・梅田芸術劇場・博多座・hitaru） - 楊端和[注釈 6][27]
- 2023年8 - 9月、『ヴァグラント』（明治座・新歌舞伎座） - 桃風[28]
- 2023年11月、『TOHO MUSICAL LAB.』（シアタークリエ）[29]
- 2024年2 - 3月、『メイジ・ザ・キャッツアイ』（明治座） - 藤堂薫[30][31]
- 2024年7 - 8月、『ビューティフル・サンデイ』（六本木トリコロールシアター）[32]
- 2024年8月、『混頓 vol.4』（TOKYO FM HALL）[33]
- 2024年9月、『夢から醒めない夢を見よ。』（シアター・アルファ東京）[34]
- 2025年3 - 6月、『屋根の上のヴァイオリン弾き』（明治座） - ツァイテル[35]
- 2025年8月、『ゲゲゲの鬼太郎2025』（明治座・新歌舞伎座） - 謎の女[36][37]
- 2025年8月、『M FESTIVAL』（明治座）[38]
- 2025年9 - 10月、『BEASTARS episode1』（シアター1010・COOL JAPAN PARK OSAKA） - ジュノ（歌い手・読み手）[39]
- 2025年10月、『三島由紀夫レター教室』（紀伊國屋ホール） - 氷ママ子[40]
- 2026年2月、『流々転々 KOBE1942-1946』（神戸文化ホール）[41]

### ライブ・コンサート
- Rurika Miya 1st Live（2019年8・10月、舞浜アンフィシアター）[42][43]

### イベント
- Christmas Dinner Show some…//（2020年12月、東京會舘）[注釈 7][44]

### ネット配信
- MIYA COLLECTION Special Time『ミヤコレからの贈り物』
  - Vol.1（2020年7月、Streaming+）[45]
  - Vol.2（2020年9月、Streaming+）[46]
  - Vol.3（2020年11月、Streaming+）[47]
- Birthday Party 2020 Talk & Live～時空を超えて一緒にJUMPする？～（2020年9月、PIA LIVE STREAM）[48]
- おとなになっても（2025年、Hulu） - 新田江梨子[49]

### 写真集
- Rurika is（2020年9月、扶桑社）[50]
- 20周年記念 写真集『REFURBISH』（2024年2月、honto）[51]

## 出演

### テレビ番組
- オールスター感謝祭秋（2012年9月、TBS）
- FNSうたの春まつり（2017年3月、フジテレビ）

### CM・広告
- POND'S（2010年）

## 受賞歴
- 2016年、『宝塚歌劇団年度賞』 - 2015年度努力賞[52]
- 2018年、『宝塚歌劇団年度賞』 - 2017年度努力賞[53]
- 2018年、『阪急すみれ会パンジー賞』 - 助演賞[53]